# Kanon Krajoznawczy Polski
Kanon Krajoznawczy Polski – wykaz najciekawszych w skali kraju obiektów krajoznawczych, położonych w poszczególnych regionach Polski. Opracowany przez Komisję Krajoznawczą Zarządu Głównego Polskiego Towarzystwa Turystyczno-Krajoznawczego.

## Historia
Pierwszy Kanon w formie wykazu obiektów ukazał się 26 lutego 1993, z okazji XIII Walnego Zjazdu PTTK, który odbył się w Poznaniu. Stanowił część Regulaminu Odznaki Krajoznawczej. Regulamin (w tym również kanon) uzupełniono i poprawiono w 1997, 1999, 2004 oraz 2013.
Kanon Krajoznawczy Polski w formie wydawnictwa książkowego – zawierający wykaz obiektów oraz ich syntetyczny opis – ukazał się po raz pierwszy w 2000, z okazji odbywającego się w Gnieźnie V Kongresu Krajoznawstwa Polskiego. Kanon został opracowany pod redakcją Włodzimierza Łęckiego, a wydany przez Wydawnictwo PTTK „Kraj”. Drugie wydanie Kanonu – uzupełnione i poprawione – ukazało się w 2005.
Kanonu w wersji książkowej nie należy mylić z wykazem obiektów wymaganych do zdobycia Odznaki Krajoznawczej Polski, czyli jednego z rodzajów  Odznaki Krajoznawczej Polskiego Towarzystwa Turystyczno-Krajoznawczego.

## Obiekty krajoznawcze
Granice regionów krajoznawczych pokrywają się z granicami szesnastu województw według stanu na rok 2000. Wyznaczono w nich uznane za najciekawsze pod względem krajoznawczym miasta (Gdańsk, Kraków, Lublin, Poznań, Przemyśl, Sandomierz, Szczecin, Toruń, Warszawa, Wrocław), zabytki, muzea oraz inne obiekty, jak np. jaskinie, ogrody, rezerwaty, historyczne miejsca. W skład kanonu wchodzą także wszystkie parki narodowe i obiekty wpisane na Listę Światowego Dziedzictwa UNESCO.
| Województwo         | Miasta | Parki narodowe | Zabytki | Muzea | Inne | Ogółem |
| ------------------- | ------ | -------------- | ------- | ----- | ---- | ------ |
| dolnośląskie        | 1      | 2              | 23      | 8     | 8    | 39     |
| kujawsko-pomorskie  | 1      | –              | 13      | 6     | 3    | 22     |
| lubelskie           | 1      | 2              | 13      | 8     | 10   | 31     |
| lubuskie            | –      | 1              | 11      | 5     | 4    | 20     |
| łódzkie             | –      | –              | 15      | 8     | 8    | 31     |
| małopolskie         | 1      | 5              | 16      | 10    | 13   | 39     |
| mazowieckie         | 1      | 1              | 13      | 13    | 11   | 37     |
| opolskie            | –      | –              | 11      | 5     | 2    | 18     |
| podkarpackie        | 1      | 2              | 12      | 11    | 6    | 29     |
| podlaskie           | –      | 4              | 7       | 6     | 9    | 22     |
| pomorskie           | 1      | 2              | 5       | 12    | 7    | 24     |
| śląskie             | –      | –              | 7       | 7     | 8    | 22     |
| świętokrzyskie      | 1      | 1              | 10      | 6     | 8    | 24     |
| warmińsko-mazurskie | –      | –              | 9       | 6     | 12   | 27     |
| wielkopolskie       | 1      | 1              | 23      | 15    | 3    | 41     |
| zachodniopomorskie  | 1      | 2              | 10      | 2     | 8    | 20     |
| Polska              | 10     | 23             | 198     | 128   | 120  | 446    |

## Znaczenie
Miasta i obiekty wymienione w Kanonie Krajoznawczym Polski są podstawą zdobywania Odznaki Krajoznawczej Polski (OKP). Osoby, które zwiedzą wszystkie obiekty wymienione w kanonie, otrzymują OKP w stopniu złotym z szafirem.